# Ingram Model 6
Ingram Model 6 — американский пистолет-пулемёт.

## История
В апреле 1949 года в Лос-Анджелесе была зарегистрирована компания «Police Ordnance Company», начавшая разработку нового армейского пистолета-пулемёта с использованием опыта второй мировой войны.
Конструктором пистолета-пулемёта был Гордон Инграм. Первый демонстрационный образец пистолета-пулемёта "Ingram Model 6" был представлен в 1949 году на полицейской конференции в Сакраменто, в том же 1949 году он был запатентован, но работы над конструкцией продолжались на протяжении двух лет.
В 1952 году производство было завершено в связи с прекращением деятельности компании-производителя.
В общей сложности, было выпущено около 20 тысяч пистолетов-пулемётов этой модели.

## Описание
Оружие было разработано в качестве более технологичного в производстве аналога находившегося на вооружении США пистолета-пулемёта Томпсона и имеет множество схожих с ним деталей. 
В канале ствола - правые нарезы.
Ствольная коробка и магазин изготовлены штамповкой из стального листа. Использует автоматику со свободным затвором. Огонь ведётся с открытого затвора. Режим стрельбы зависит от степени нажатия на спусковой крючок: лёгкое нажатие вызывает одиночный выстрел, более сильное — автоматический огонь. В качестве предохранителя выступает фигурный паз в ствольной коробке, в который заводится рукоятка взведения отведённого назад до упора затвора.

## Варианты
- Model 6 — первая модель. Большинство было выпущено под патрон .45 ACP, меньшее количество - под патрон 9×19 мм Парабеллум[2]. Выпускался в двух вариантах[1]:
  - Model 6 Military — вариант с цевьём по образцу пистолета-пулемёта Thompson M1, мушкой в намушнике, со стволом без оребрения и с небольшим отъёмным игольчатым штыком, который в походном положении мог убираться в канал в цевьё.
  - Model 6 Police — вариант с передней рукоятью, частично оребрённым стволом и мушкой без намушника.
- Model 7 — вариант под патрон .38 Super, обеспечивавший стрельбу с закрытого затвора и имеющий отдельный переводчик режимов огня. Разработан незадолго до распада компании в 1952 году, предложен для полиции, но остался на стадии прототипа[2].

## Страны-эксплуатанты
- Куба[1][3] - во время правления Ф. Батисты партия Ingram Model 6 была куплена для кубинского военного флота[2]
- Перу[1][3] - некоторое количество закупили для армии Перу[2]
- США[1][3] - в начале 1950х годов небольшое количество было закуплено для нескольких полицейских департаментов и подразделения "U. S. Constabulary" армии США в Пуэрто-Рико (выполнявшего функции военной полиции и охраны объектов, которое было расформировано в 1952 году)[2]